# Leptomorphus grjebinei
Leptomorphus grjebinei är en tvåvingeart som beskrevs av Loïc Matile 1977. Leptomorphus grjebinei ingår i släktet Leptomorphus och familjen svampmyggor.
Artens utbredningsområde är Madagaskar. Inga underarter finns listade i Catalogue of Life.